# Alburnoides qanati
Alburnoides qanati — риба родини ялецеві роду бистрянка (Alburnoides). Поширена виключно в Ірані у басейні річок Пулвар і Кор. Прісноводна субтропічна бентопелагічна риба, до 7,2 см довжиною.